# ویتسا کرکش
ویتسا کِرِکـِش (مجاری: Vica Kerekes؛ زادهٔ ۲۸ مارس ۱۹۸۱) بازیگر اهل مجارستان است که در کشورهای مجارستان، اسلواکی و جمهوری چک به فعالیت هنری مشغول است.
از فیلم‌ها یا برنامه‌های تلویزیونی که وی در آن نقش داشته است، می‌توان به مردان امیدوار و بی‌شرم اشاره کرد.